# Henryk Siek
Henryk Siek – polski strzelec i trener, medalista mistrzostw świata.
Zawodnik klubu WKS Grunwald Poznań. W jego barwach był wicemistrzem Polski w 1963 roku w strzelaniu z pistoletu dowolnego z 50 metrów. Rok później ponownie zdobył jeden z medali krajowych mistrzostw. W późniejszych latach był trenerem w tym samym klubie (jego podopiecznymi byli m.in. medalista mistrzostw świata Paweł Małek i medalista mistrzostw Europy juniorów Józef Rowicki).
Siek jest medalistą mistrzostw świata. Jedyny w karierze medal na zawodach tej rangi zdobył na turnieju w 1966 roku w Wiesbaden w zawodach drużynowych. Stanął na trzecim stopniu podium w pistolecie dowolnym z 50 metrów (wraz z Józefem Frydlem, Rajmundem Stachurskim i Józefem Zapędzkim). Zdobył w tych zawodach 539 punktów, co było najsłabszym rezultatem w polskiej drużynie.
Nie startował nigdy na igrzyskach olimpijskich.